# Círculo de Críticos de Cine de Dublín
El Círculo de Críticos de Cine de Dublín —en inglés: Dublin Film Critics Circle (DFCC)— es una organización establecida el año 2006 por periodistas de medios escritos, blogueros, personalidades de la televisión y expertos de cine de Dublín.

## Miembros del DFCC
Al año 2011, sus miembros estaban conformados por:
- Daniel Anderson
- Tara Brady
- Declan Burke
- Gavin Burke
- George Byrne
- Paul Byrne
- Ciaran Carty
- Donald Clarke
- Joe Griffin
- Gordon Hayden
- Brogen Hayes
- Aoife Kelly
- Paul Lynch
- John Maguire
- Roe McDermott
- Esther McCarthy
- David O’Mahony
- Mike Sheridan
- Nicola Timmon
- Hilary White y
- Paul Whitington.[2]

## Elección y categorías
En diciembre de cada año sus asociados realizan una votación con el fin de entregar el denominado Dublin Film Critics Circle Award o DFCC Award, que está destinado a premiar a las mejores películas estrenadas durante el último año calendario en Irlanda, y que son entregados en el Jameson Dublin International Film Festival.
Las categorías que considera el galardón son las siguientes: 
- Mejor Película
- Mejor actor
- Mejor actriz
- Mejor director
- Mejor película irlandesa
- Mejor documental
- Actor/actriz revelación
- Mejor documental irlandés y
- Actor/actriz revelación irlandés.[4]